# Єшимово
Єши́мово (рос. Ешимово, марій. Эшимсола) — присілок у складі Новотор'яльського району Марій Ел, Росія. Входить до складу Чуксолинського сільського поселення.

## Населення
Населення — 1 особа (2010; 17 у 2002).
Національний склад (станом на 2002 рік):
- марійці — 53 %
- лучні марійці — 41 %